# Колонкове буріння

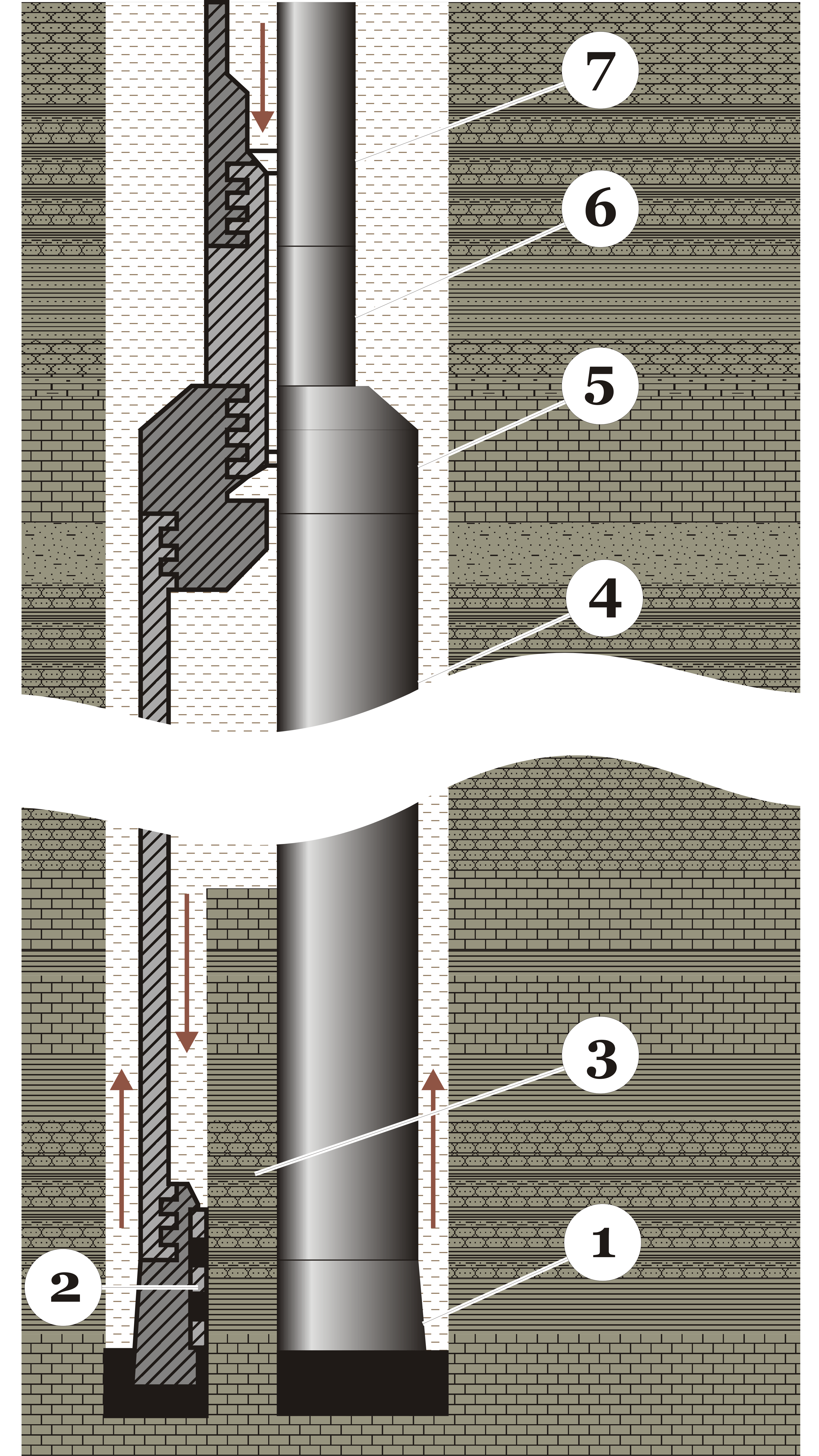
Схема колонкового буріння з прямою промивкою. Цифри в кулках: 1- Алмазна коронка; 2- Кернорвач; 3- Стовбчик керну; 4- Колонкова труба; 5- Перехідник; 6- Муфта; 7- Бурова труба; стрілками показано рух бурового розчину

Коло́нкове бурі́ння (рос. колонковое бурение, англ. core drilling, нім. Kernbohren n) — буріння, при якому руйнування породи здійснюється по периферійній частині вибою, із збереженням колонки породи (керна).

## Історія
Найпершими коронковими свердлами були ті, які використовували стародавні єгиптяни, винайдені в 3000 році до нашої ери.

## Загальний опис
При колонковому бурінні руйнування порід йде не по всій площі вибою свердловини, а по кільцю. Внутрішня частина породи у вигляді колонки (керна) зберігається й дає можливість оцінити тип і геологічні властивості порід по глибині проникнення свердловини (рис. 5.3). Завдяки цьому колонкове обертальне буріння стало одним з основних засобів геологічної розвідки. Застосування пустотілої бурильної труби з різцями на кромці (відоме ще давнім єгиптянам) на новому етапі технічного розвитку використав Ж. Лешо в 1862 р. для збільшення швидкості буріння шпурів у вибою тунелю (він також першим оснастив кільцевий робочий орган найміцнішими алмазними різцями). Спершу основною метою нового способу було збільшення швидкості буріння, але згодом метою стає сам керн («буріння заради знань»), який надавав важливу й різноманітну інформацію для ефективного пошуку корисних копалин (зокрема — нафти та газу).
Дослідження керна дає характеристику порід. Застосовується в породах будь-якої твердості при бурінні на нафту і газ, пошуках і розвідці родов. твердих корисних копалин, геологознімальних і картувальних роботах, гідрогеолічних, інж.-геолічних і геохімічних дослідженнях. При К.б. очищення вибою здійснюється за допомогою бурового насоса або компресора шляхом нагнітання через колону бурильних труб води, глинистого розчину, емульсії, полімерних рідин, піни, аерованого розчину або стисненого повітря.
Керн зі свердловини витягується шляхом підйому колони бурильних труб, знімними керноприймачами або шляхом безперервного транспортування керна через колону труб зворотним потоком промивної рідини в процесі буріння. Діаметри коронок, що застосовуються для геологорозвідувального буріння від 36 до 151 мм, для експлуатації родовищ нафти і газу до 305 мм. Максимальна глибина колонкового буріння досягнута при бурінні Кольської надглибокої свердловини (понад 12 км). У залежності від твердості і абразивності гірських порід для колонкового буріння використовують алмазні/твердосплавні бурові коронки, або бурові долота.

## Технічні засоби для колонкового буріння

Схема будови колонкового снаряда 1 — бурильна головка; 2 — керн; 3 — керноприймач; 4 — корпус; 5 — клапан

Для буріння з відбором керну застосовуються спеціальні технічні засоби (колонкові снаряди), які складаються з таких елементів:
1 — бурильної головки;
2 — зовнішнього корпуса;
3 — внутрішньої колонкової труби (керноприймача);
4 — кернотримача (керновідривача).
Бурильна головка, руйнуючи породу по периферії вибою, залишає в центрі свердловини стовпчик породи (керн). Зовнішній корпус служить для з'єднання бурильної головки з бурильною колоною, розміщення керноприймача та захисту керну від механічних пошкоджень, а також для пропуску промивальної рідини між ним і керноприймачем.
Керноприймач призначений для прийому керна, зберігання його під час буріння та при підйомах на денну поверхню. Для виконання цих функцій у нижній частині керноприймача встановлюють керновідривачі і кернотримачі, а вверху ‒ клапан, який пропускає через себе витискувану промивальну рідину при заповненні керноприймача керном.
За принципом підйому керну колонкові снаряди поділяють на снаряди з незнімним (постійним) та знімним керноприймачем.
При відборі керну колонковими снарядами з незнімним керноп-риймачем для підйому на поверхню колонкової труби з керном необхідно піднімати всю бурильну колону.
Колонкові снаряди із знімним керноприймачем дозволяють піднімати колонкову трубу з керном без підйому бурильної колони. Для цього в бурильну колону спускають на канаті уловлювач, за допомогою якого піднімають керноприймач на поверхню. Потім, використовуючи той же уловлювач, спускають і встановлюють у корпусі порожній керноприймач і продовжують буріння з відбором керна.
На даний час найпоширенішими є керноприймальні пристрої серії «Надра», «Кембрій» та «Силур». Вони складаються з корпуса, верхнього і нижнього перехідників, керноприймальної труби з кульковою підвіскою і керновідривача. Особливістю керноприймальних пристроїв даної серії є наявність підвіски, яка регулюється. Завдяки цьому обертання корпуса не передається на керноприймальну трубу, тож забезпечується її нерухомість під час заповнення керном.
Снаряд «Надра» має довжину керноприймального пристрою у двосекційному виконанні — 16 м, довжина керноприймача — 14,5 м і дозволяє здійснювати відбір керна діаметром 62, 67, 80, 100 мм рото-рним способом.
Найдосконалішими є пристрої типу «Кембрій» — СКУ-172/100 і СКУ-122/67. Вони мають широке застосування як при роторному, так і при турбінному способах буріння. Конструкція «Кембрію» складається з корпуса, підвіски та регулювального вузла, завдяки чому крутний момент не передається від корпуса керноприймального пристрою до керноприймальної труби та керновідривача. Однак така перевага даних конструкцій притаманна тільки бурінню вертикальних або практично вертикальних ділянках свердловини. При відборі керна в похило-скерованих та в горизонтальних ділянках свердловини, через контактування керноприймальної труби з внутрішньою поверхнею корпусних деталей пристрою за рахунок сил тертя відбувається передача крутного моменту від корпуса керноприймального пристрою до керноприймальної труби. У результаті цього різко погіршуються умови заповнення труби керном і, відповідно, знижується відсоток його винесення.
За останні роки з'явилися нові конструкції керноприймальних пристроїв, що забезпечують високий відсоток винесення керна. Такою є конструкція керноприймального пристрою «КІМ» (РФ), що розроблена на основі керноприймального пристрою типу «Надра» для роторного буріння, керноприймальна труба якого заповнена мінеральним мастилом. Але дані конструкції лише частково відповідають вимогам, що ставляться перед керноприймальними пристроями. Враховуючи великі габаритні розміри керноприймальних пристроїв та непристосованість конструкції до роботи у свердловинах з великими зенітними кутами, є неможливим використання їх у похило-скерованих та горизонтальних свердловинах.
При турбінному бурінні застосовуються колонкові снаряди із зйомним керноприймачем, які одержали назву колонкових турбобурів. Для буріння з відбором керна використовують колонкові турбобури КТДЗ і КТД4С, для яких розроблені чотиришарошкові бурильні головки. З колонковими турбобурами КТД4С застосовуються також алмазні і твердосплавні бурильні головки.
Колонкове буріння на кабелі — це техніка, яка використовується для вилучення керна без необхідності витягувати всю бурильну трубу, яку зазвичай потрібно втягувати лише після завершення отвору або заміни наконечника. Подовжувачі бурильної труби додаються зверху, якщо це необхідно, щоб подовжити трубу, коли отвір стає глибшим. Зразок керна переноситься внутрішньою трубою, зафіксованою на місці в контакті з буровою головкою. Щоб отримати керн, система приводу від’єднується, відкриваючи верхню частину труби. Інструмент, який називається овершотним вузлом, опускається на кінці дроту за допомогою  лебідки, коли він досягає трубки для зразків, він фіксується на вершині, а застосування натягу до дроту відмикає трубку для зразків від бурової головки та втягує її та зразок керна до відкритого верхнього кінця бурильної труби, звідки його можна вийняти перед тим, як повернути трубку для зразка вниз по бурильній колоні, щоб зафіксувати назад на ріжучій головці. Це особливо корисно, якщо існує високий ризик руйнування стінок свердловини при втягуванні бурильної труби, тому він підходить для більшості типів ґрунтів і до глибини 1000 м. Доступні декілька діаметрів.
У світі питаннями відбору керна займаються фірми Beker Hughes INTEQ, Baroid, Security DBS, Halliburton та інші. Пристрої для відбору керна цих фірм складаються з корпуса, керноприймальної труби, що не обертається, керновідривача та кулькової підвіски.
Для відбору керну застосовують колонкові снаряди «Надра», «Силур», «Колонок», «Кембрій» тощо.